# دان فریزر
دان فریزر (انگلیسی: Dan Frazer؛ ۲۰ نوامبر ۱۹۲۱ – ۱۶ دسامبر ۲۰۱۱) یک بازیگر سینما، و هنرپیشه اهل ایالات متحده آمریکا بود.
از فیلم‌ها یا برنامه‌های تلویزیونی که وی در آن نقش داشته است می‌توان به انقلابی قلابی، کوجک و پول را بردار و فرار کن اشاره کرد.